# Chaetogaedia filialis
Chaetogaedia filialis är en tvåvingeart som beskrevs av Henry J. Reinhard 1945. Chaetogaedia filialis ingår i släktet Chaetogaedia och familjen parasitflugor. Inga underarter finns listade i Catalogue of Life.